# Edgar Bacon
Edgar Hugh Bacon (ur. 9 października 1887 w Camberwell, zm. 16 grudnia 1963 w Christchurch) – brytyjski zapaśnik walczący przeważnie w stylu wolnym. Czterokrotny olimpijczyk. Piąty w stylu wolnym i dziewiąty w klasycznym w Londynie 1908; odpadł w drugiej rundzie w Sztokholmie 1912; dziewiąty w Antwerpii 1920 i jedenasty w Paryżu 1924. Walczył w kategorii 72–75 kg. Wicemistrz igrzysk Imperium Brytyjskiego w 1930, gdzie reprezentował Anglię.
Sześciokrotny mistrz kraju w: 1924, 1925, 1927 (90 kg) i 1927 (85 kg).
Brat zapaśników i olimpijczyków, Ernesta Bacona i Stanleya Bacona
- Turniej w Londynie 1908 - 73 kg styl klasyczny

Przegrał z Duńczykiem Johannesem Eriksenem.
- Turniej w Londynie 1908 - 73 kg

Walczył ze swoimi rodakami, kolejno pokonał Geralda Bradshawa i w 1/4 przegrał z George’em de Relwyskowem.
- Turniej w Sztokholmie 1912 - 75 kg styl klasyczny

Przegrał z Finem Alfredem Asikainenem i Fridolfem Lundsteniem.
- Turniej w Antwerpii 1920 - 75 kg

Przegrał z Finem Väinö Penttalą.
- Turniej w Paryżu 1924 - 72 kg

W pierwszej rundzie miał wolny los a w ćwierćfinale przegrał z Kanadyjczykiem Donaldem Stocktonem.